# Berberia romeii
Berberia romeii är en fjärilsart som beskrevs av Rothschild 1933. Berberia romeii ingår i släktet Berberia och familjen praktfjärilar. Inga underarter finns listade i Catalogue of Life.